# Ebru Uzungüney
Ebru Uzungüney (* 13. Mai 1997 in Kassel) ist eine türkische Fußballspielerin.

## Spielerkarriere

### Verein
In den Jahren 2012 und 2013 spielte sie in der Jugend von OSC Vellmar. In der Saison 2015/16 war sie beim 1. FFC Frankfurt aktiv. Zur Saison 2016/17 wechselte sie zum TSV Schott Mainz. In den Jahren 2019 und 2020 spielte sie wieder beim 1. FFC Frankfurt.

### Nationalmannschaft
Im Jahre 2017 wurde sie in die Türkische Fußballnationalmannschaft der Frauen berufen. Sie debütierte am 1. März 2017 beim Goldcity Women's Cup 2017 gegen Rumänien. Zudem spielte sie im Qualifikation zur FIFA Frauen-Weltmeisterschaft 2019 gegen Montenegro.